# Daniel Pastirčák
Daniel Pastirčák (* 29. ledna 1959, Prešov) je slovenský básník, prozaik, esejista, výtvarník a kazatel.
Absolvoval Střední uměleckou průmyslovou školu v Košicích a v Bratislavě (obor keramika, v Bratislavě dostudoval poté, co jej vyloučili v Košicích z údajně politických důvodů, když pořádal svou první výstavu). Nedlouho pracoval v bratislavské Městské galerii, potom studoval nástavbový obor restaurování a poté studoval teologii na Evangelické bohoslovecké fakultě v Bratislavě v letech 1983–1987.
Působí jako kazatel Církve bratrské v Bratislavě. Dále literárně tvoří a publikuje již od 80. let 20. století. Debutoval roku 1993 sbírkou Damianova rieka – rozprávky o láske a večnosti, oceněnou cenou Ibby. Komentuje i veřejné dění na Slovensku.

## Tvorba (výběr)
- Damianova rieka – rozprávky o láske a večnosti, 1993
- Tehilim - básnická sbírka, 1997
- Čintet, alebo more na konci sveta, pohádková sága, 2000, později i divadelní verze
- Kristus v Bruseli, básnická sbírka, 2005
- Malé mýty o počiatku
- Vrchol v hmle, scénář divadelní hry
- Budeme sa stretať v snoch, filmový scénář (nominace na Českého lva)
- překlady: T. S. Elliot: Cocktail Party

## Rodina
Jeho synem je slovenský hudebník Jonatán Pastirčák.